# Élections du Parlement européen
 (août 2013).

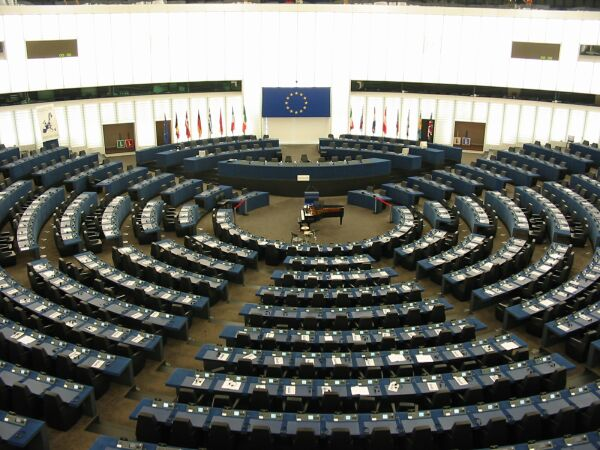
L'hémicycle du Parlement européen à Strasbourg.

Logotype édité par le Parlement européen à l'occasion du scrutin.

Les élections du Parlement européen, ou élections européennes, sont des élections multinationales destinées à élire les députés du Parlement européen qui représente les citoyens de l'Union européenne au niveau de l'Union européenne pour des mandats quinquennaux fixes[En quoi ?]. Elles se tiennent depuis 1979.
Les élections européenne ont permis le vote de 190 millions d'électeurs dans neuf pays en 1979 à 375 millions dans vingt-sept pays en 2009.
Le scrutin est proportionnel à l'intérieur des circonscriptions qui peuvent être de la taille d'un État.
Le nombre de députés à élire est ajusté préalablement à chaque élection.
Les élections se tiennent début juin tous les cinq ans, du jeudi au dimanche (selon les habitudes nationales propres à chaque pays). Ainsi, les dernières élections européennes ont eu lieu du 6 au 9 juin 2024, et les prochaines élections auront lieu en 2029.

## Rôle du parlement
Le Parlement européen est l'organe parlementaire de l'Union européenne (UE) élu au suffrage universel direct. Il partage avec le Conseil de l'Union européenne le pouvoir législatif de l'Union européenne. Le Parlement européen est composé de 705 députés (parfois appelés eurodéputés ou MPE), qui représentent environ 360 millions d'électeurs inscrits — participant aux élections européennes — provenant des 27 États membres (en 2020) et répartis selon des règles fixées dans les traités. Il s'agit du second plus grand électorat du monde, derrière celui de l'Inde, et le plus grand électorat transnational.
En juin 2024, le nombre de députés passera à 720.

### Nombre de députés
Le nombre de députés à élire est connu avant chaque élection.
Avec les premières élections, le nombre de membres de l'assemblée était de 142 au 19 mars 1958. La plupart des élargissements a conduit a une augmentation du nombre de députés.
Depuis le Brexit, au maximum 750 députés peuvent être élus.[pourquoi ?]
En 2019, 705 députés ont été élus.
Pour les élections européennes 2024 ce nombre a été fixé à 720.
Parmi ces 720 députés élus, le nombre de députés élus par pays est déterminé proportionnellement à la population de chaque pays. Plus un pays est peuplé, plus il élit de députés.
Ainsi pour les élections européennes 2024, l'Allemagne élira 96 députés, la France 81 et l'Italie 76 ; tandis que Chypre, le Luxembourg et Malte éliront chacun 6 députés.

## Terminologie

### Rôles des groupes parlementaires
Différents groupes parlementaires se forment après chaque élection : les chrétiens-démocrates et partis populaires (PPE), les socialistes et sociaux-démocrates (PSE), les libéraux (ALDE) ; sur les ailes, les eurosceptiques et conservateurs, les nationalistes, la gauche unitaire, les écologistes. À ceux-là s'ajoutent de nombreux non-inscrits.
Les trois premiers groupes sont les plus puissants car presque tous les gouvernements formant le Conseil européen sont de ces partis.

### Parti politique européen
« Article 3 Conditions
Un parti politique au niveau européen remplit les conditions suivantes :

a) avoir la personnalité juridique dans l'État membre où il a son siège ;

b) être représenté, dans au moins un quart des États membres, par des membres du Parlement européen ou dans les parlements nationaux ou régionaux ou dans les assemblées régionales, ou avoir réuni, dans au moins un quart des États membres, au moins trois pour cent des votes exprimés dans chacun de ces États membres lors des dernières élections au Parlement européen ;

c) respecter, notamment dans son programme et par son action, les principes sur lesquels l'Union européenne est fondée, à savoir les principes de la liberté, de la démocratie, du respect des droits de l'homme et des libertés fondamentales, ainsi que de l'État de droit ;

d) avoir participé aux élections au Parlement européen ou en avoir exprimé l'intention. »

— Extrait du règlement (CE) no 2004/2003 du Parlement européen et du Conseil du 4 novembre 2003 relatif au statut et au financement des partis politiques au niveau européen.
Selon l'article 2 de la recommandation de la Commission no 2013/142/UE du 12 mars 2013 sur le renforcement de la conduite démocratique et efficace des élections au Parlement européen « les partis politiques nationaux participant aux élections au Parlement européen font connaître avant ces élections leurs liens d’affiliation avec des partis politiques européens. Les partis nationaux veillent à faire apparaître clairement leur affiliation à des partis politiques européens sur l’ensemble de leur matériel de campagne, dans leurs communications et lors de la diffusion de messages politiques dans les médias audiovisuels ».

### Spitzenkandidat
Le Spitzenkandidat est un terme allemand qui peut se traduire par « tête de liste » ; désignant initialement le candidat d'un parti allemand à la direction du gouvernement d'un Land, il évoque désormais, dans le jargon institutionnel européen, le mode de désignation du président de la Commission européenne mis en place par le Parlement européen à la suite des élections européennes de 2014.

## Modalités du scrutin

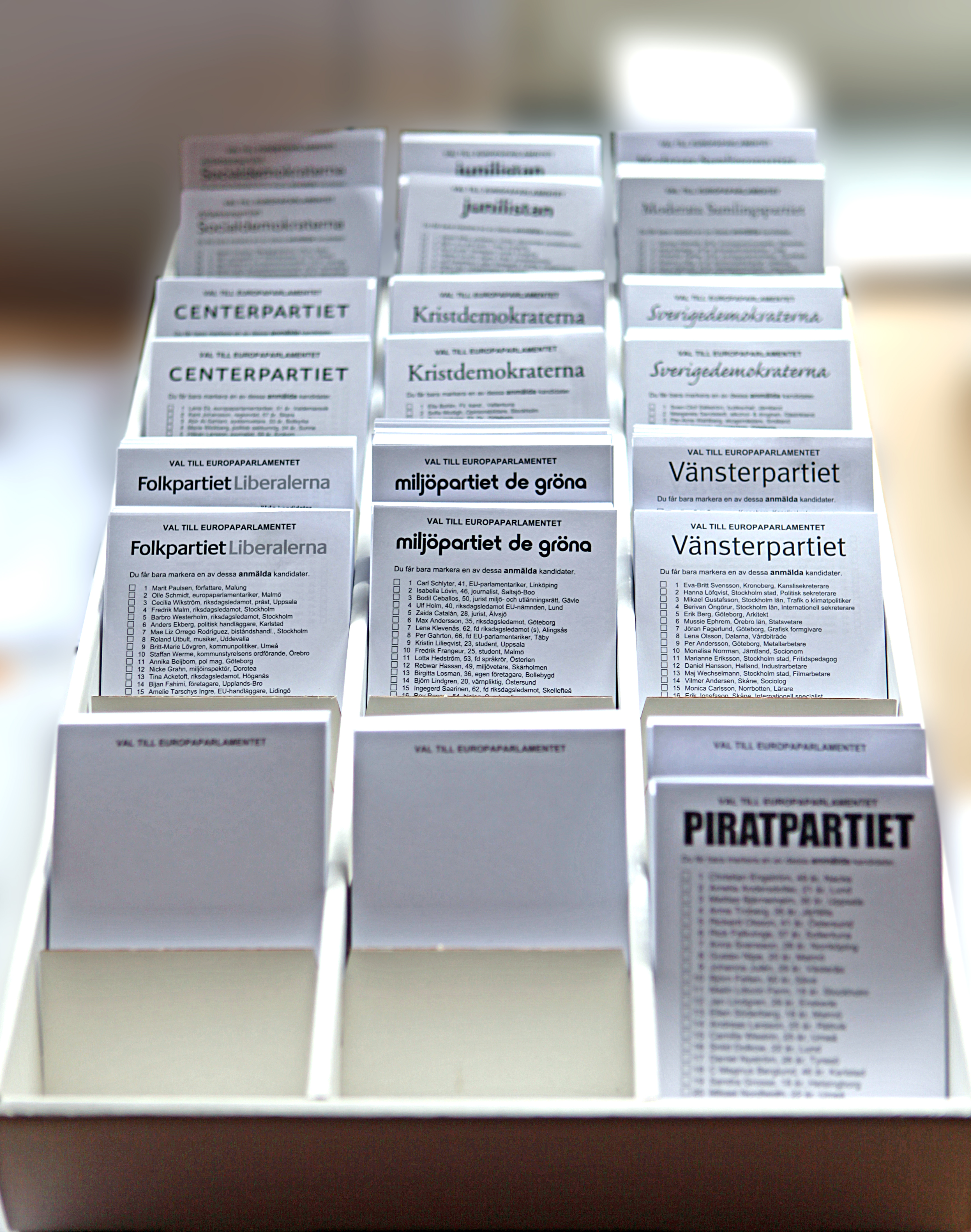
Principe d'élections proportionnelles par liste, à l'intérieur d'une circonscription

### Modalités communes depuis 1979
Les grandes lignes de l'élection étaient fixées dès les premières élections de 1979 :
Dans l'Union européenne, l'élection se fait au suffrage universel, tous les cinq ans, selon un scrutin proportionnel plurinominal.
L'élection est organisée dans chaque État membre de l'Union européenne.

### Modalités communes modifiées en 2018
Le droit de vote et d’éligibilité des non-ressortissants d'un État membre peut s'exercer lorsqu'ils résident dans un autre État membre. Toutefois, inéligibilité dans un État peut rendre inéligible dans un autre État.
La décision (UE, Euratom) 2018/994 du Conseil, établit le seuil minimal obligatoire entre 2 % et 5 % pour les circonscriptions de plus de 35 sièges lorsque le scrutin de liste est utilisé.
Une règle de non-cumul ou d'incompatibilité existe:

« le mandat de député au Parlement européen est incompatible avec la qualité de membre du gouvernement d’un État membre, de membre de la Commission, de juge, d’avocat général ou de greffier de la Cour de justice, de membre de la Cour des comptes, de membre du Comité économique et social européen, de membre de comités ou d’organismes créés en vertu des traités pour gérer des fonds de l’Union ou réaliser des tâches administratives permanentes et directes, de membre du conseil d’administration, du comité de direction ou du personnel de la Banque européenne d’investissement, et de fonctionnaire ou d’agent en activité des institutions de l’Union européenne ou des organismes spécialisés qui leur sont rattachés. Le mandat est également incompatible avec les fonctions de membre du Comité des régions (depuis 1997), de membre du directoire de la Banque centrale européenne, de Médiateur européen et, surtout, de membre d’un parlement national (depuis 2002). »

— En vertu de l’article 7 de l’acte électoral de 1976 (modifié par la décision 2002/772/CE, Euratom du Conseil)

### Modalités nationales
En 2024, les modalités nationales concernent différent aspects: Système électoral et seuils applicables;
Découpage en circonscriptions;
Droit de vote;
Éligibilité;
Modalités de candidature;
Date des élections;
Liberté de l’électeur par rapport à l’ordre des candidats sur les listes ou encore
Pourvoi des sièges devenus vacants en cours de législature.

#### Système électoral et seuils applicables
En France, le scrutin proportionnel plurinominal se fait en suivant la méthode d'Hondt avec un seuil qui ne peut dépasser 5 % des suffrages exprimés. Néanmoins cette règle du seuil n'existe pas en Allemagne qui l'a déclarée anti-constitutionnelle en 2014. Elle n'existe pas non-plus en Espagne, au Portugal, au Royaume-Uni, en Belgique et aux Pays-Bas parmi les pays qui envoient plus de 20 députés. La France applique le seuil de 5 %, ce qui a conduit à y ignorer 19,7 % des scrutins exprimés lors des élections de 2019.

#### Droit de vote
En 2024, le droit de vote requiert d'avoir 18 ans dans la plupart des États membres. En Allemagne, en Autriche, en Belgique et à Malte, il est possible de voter dès 16 ans. En Grèce, il faut avoir 17 ans pour voter. Cinq pays rendent le vote obligatoire pour les citoyens européens inscrits sur les listes électorales quelle que soit la nationalité de ces citoyens.

#### Critères d'éligibilité

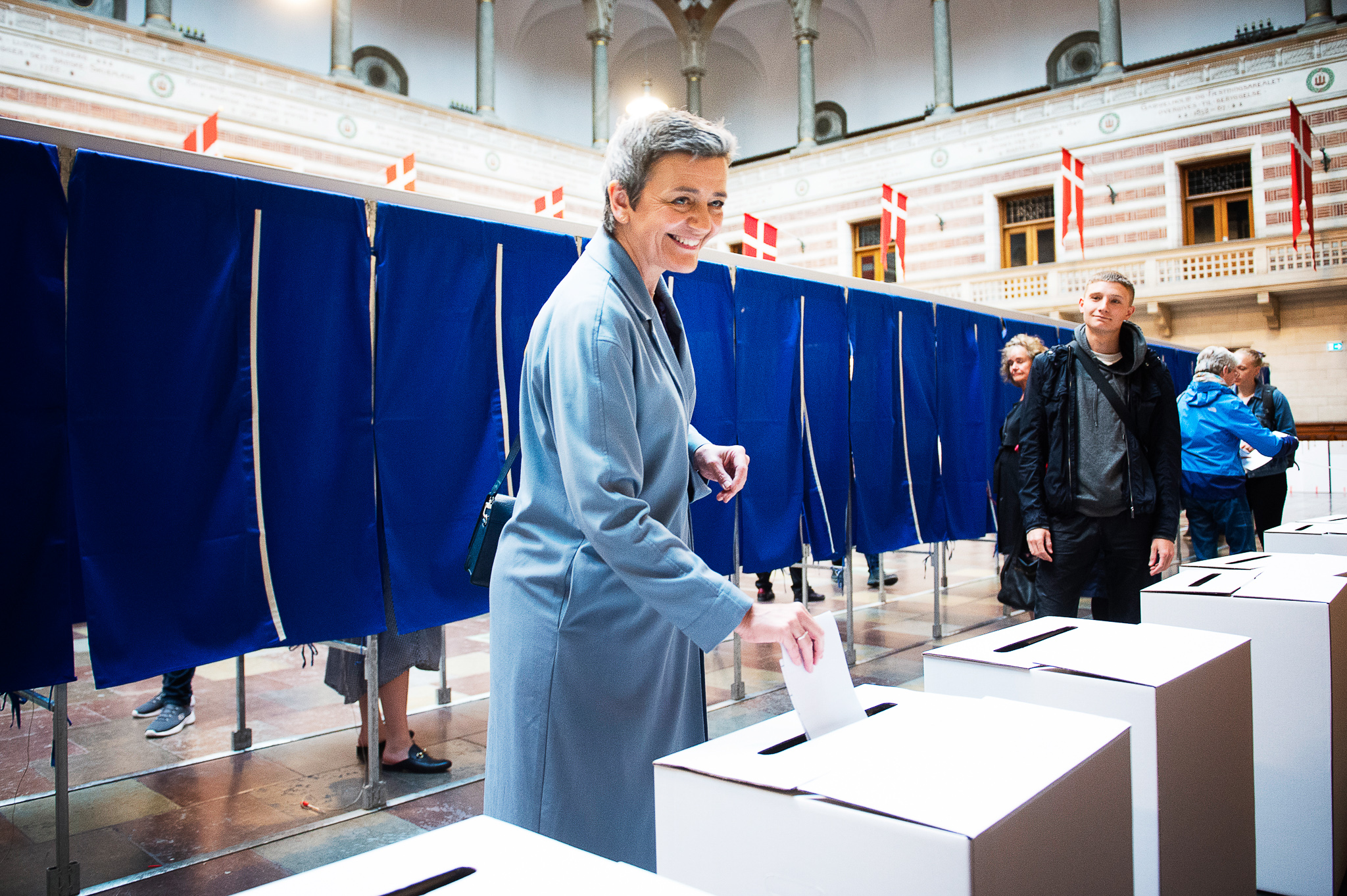
Vote de Margrethe Vestager en 2019, Danemark

Les conditions que le candidat doit remplir sont, :
- être citoyen de l'Union européenne[11] ;
- être âgé d'au moins :
  - 18 ans, dans la plupart des pays membres[11] ;
  - 17 ans[11], en Grèce ;
  - 16 ans[11] en Allemagne, en Autriche, en Belgique et à Malte ;
- résider dans l'État membre du lieu de vote ou de candidature ;
- satisfaire aux dispositions de l'État de résidence relatives au droit de vote et d'éligibilité et applicables aux nationaux. Ainsi l'âge minimum varie selon les pays.

Le droit d’éligibilité aux élections du Parlement européen repose sur le principe de non-discrimination entre ressortissants et non-ressortissants, de libre circulation et de libre séjour des personnes au sein de l’Union. Les citoyens de l’Union européenne peuvent se présenter dans leur pays de résidence sous respect des conditions d'éligibilité du pays pour les élections au Parlement européen. Toutefois, la déchéance de ce droit se transpose également d'un État à un autre,.
Une autre exigence interdit d'être candidat simultanément dans deux États membres distincts l'un de l'autre,.
L’âge minimal pour se présenter aux élections européennes est de 18 ans dans de nombreux États membres, mais il est plus élevé dans certains États:
- 21 ans : en Belgique, en Bulgarie, à Chypre, en Tchéquie, en Estonie, en Irlande, en Lettonie, en Lituanie, en Pologne et en Slovaquie
- 23 ans en Roumanie
- 25 ans en Italie et en Grèce[9].

#### Modalités de candidature
Les modalités de candidature dépendent des pays: Les candidatures peuvent être réservées aux seuls partis et organisations politiques dans certains États membres, ou nécessiter le recueil de signatures ou d'un nombre d’électeurs et même dans certains cas, le versement d’une caution.
Le nombre de sièges à pourvoir est fixé depuis 2018, par la décision (UE) 2018/937 du Conseil européen du 28 juin 2018 de manière que la répartition des sièges au Parlement européen reflète l'évolution démographique des États membres avec la proportionnalité dégressive.
La proportionnalité dégressive est définie comme suit :

« le rapport entre la population et le nombre de sièges de chaque État membre avant l'arrondi à des nombres entiers varie en fonction de leurs populations respectives, de telle sorte que chaque député au Parlement européen d'un État membre plus peuplé représente davantage de citoyens que chaque député au Parlement européen d'un État membre moins peuplé et, à l'inverse, que plus un État membre est peuplé, plus il a droit à un nombre de sièges élevé au Parlement européen »

— décision (UE) 2018/937 du Conseil européen du 28 juin 2018,.

#### Date des élections
Au niveau européen, une période est définie pour les élections européennes. Cette période qui court du jeudi au dimanche soir,.
Chaque État membre choisit le jour et les plages horaire de l'élection suivant ses règles et usages dans cette période avant 22 heures.
La première période électorale pour la première élection a été décidée en 1976 pour les élections de 1979, par à l’unanimité par le Conseil. Les périodes suivantes ont été définies dans l'année à l'échéance de la période de cinq ans.
Une plage de trois mois est prévue pour l'organisation de ces élections:

« s’il s’avère impossible de tenir les élections (...) au cours de cette période, le Conseil, statuant à l’unanimité après consultation du Parlement européen, (...) fixe, au moins un an avant la fin de la période quinquennale visée à l’article 5, une autre période électorale qui peut se situer au plus tôt deux mois avant et au plus tard un mois après la période qui résulte des dispositions de l’alinéa précédent »

— article 11 de l’acte électoral de 1976, tel que modifié
Ainsi, à partir des élections de 2014, la plage des élections a été avancée au mois de mai en raison des vacances de Pentecôte par décision du Conseil du 14 juin 2013.
En 2024, les élections seront 6 et le 9 juin 2024.
Les votes sont en revanche décomptés simultanément dans les pays membres de l'Union européenne et les résultats sont communiqués en même temps.

#### Découpage en circonscriptions
Avant le Brexit, les élections sont réalisées au niveau d'une circonscription nationale unique sauf en Belgique, en Irlande, en Italie, en Pologne et au Royaume-Uni.
En 2024, chaque État membre forment une circonscription unique, à l'exception de quatre États membres: la Belgique, l'Irlande, l'Italie et la Pologne qui ont subdivisé leur territoire national en plusieurs circonscriptions.

#### Liberté de l’électeur par rapport à l’ordre des candidats sur les listes
Certains pays permettent de choisir les candidats dans les listes, mais ce n'est pas le cas dans six États membres (Allemagne, Espagne, France, Portugal, Hongrie et Roumanie) où les listes sont fermées (interdisant le vote préférentiel ou le panachage).
Le mode de scrutin doit être, depuis 1999, proportionnel. Presque tous les pays utilisaient déjà auparavant le scrutin proportionnel plurinominal, dont la France, qui n'y était pourtant pas habituée. Les Britanniques étaient ainsi les seuls concernés par la directive de 1997.
Malte et l'Irlande utilisent une variante plus éloignée, le scrutin à vote unique transférable. Les autres modalités (seuils de voix, circonscriptions, panachage) sont libres.

#### Pourvoi des sièges devenus vacants en cours de législature
Ces modalités ne sont pas harmonisées et peuvent fonctionner avec des suppléants, ou en prenant le successeur sur la liste, dans l'ordre du pays, par exemple, suivant le cas.

### Électeurs

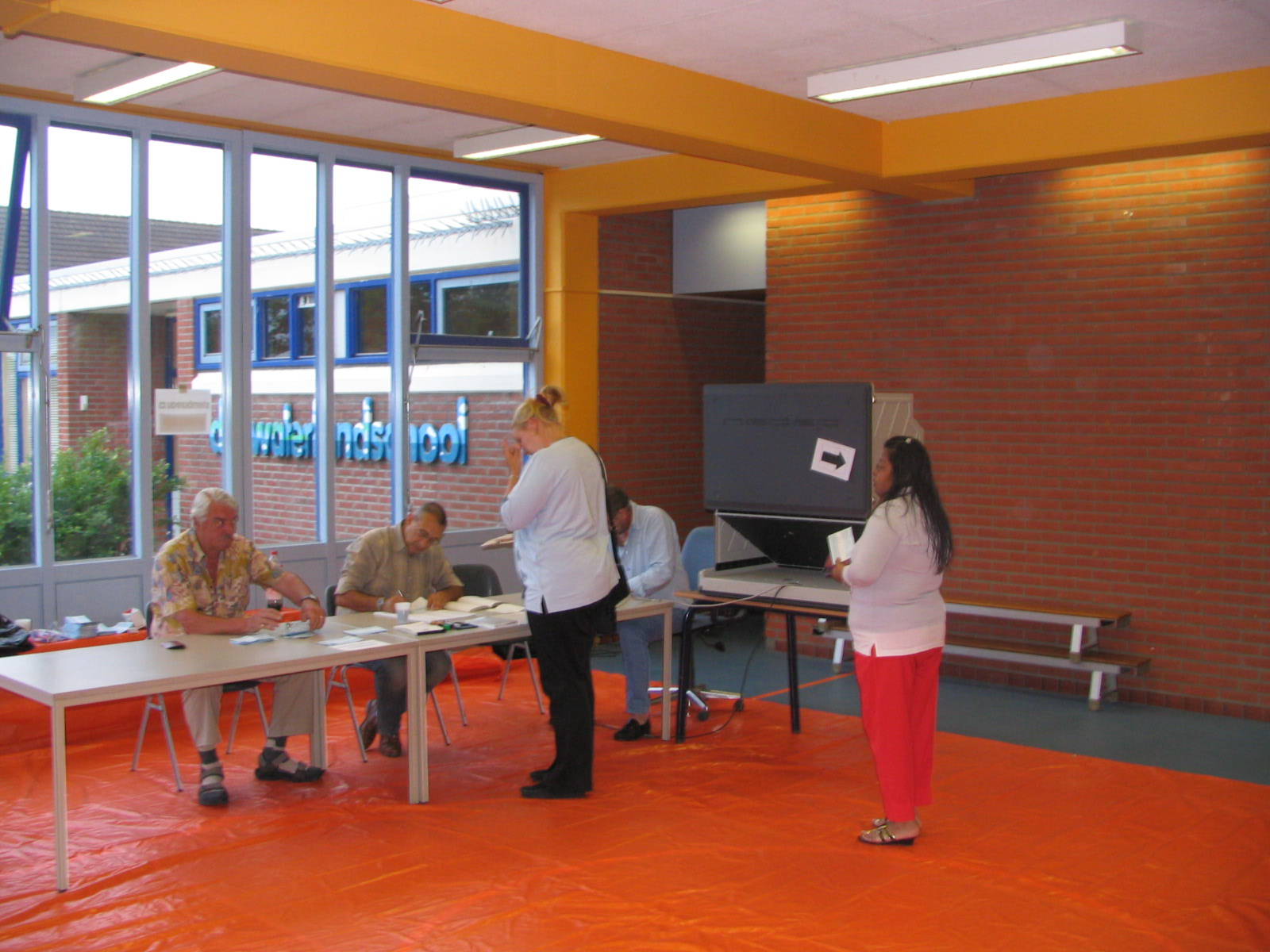
Bureau de vote aux Pays-Bas, 2004

Les élections européennes concernent 358,9 millions d’Européens en 2024, ce qui en fait l'une des plus grandes élections au Monde en 2024, éventuellement après l'Inde.
Les députés européens élus sont chargés du budget de l’Union européenne, de l'élaboration des lois (législatif) et du contrôle.

### Jurisprudence

Aruba (NL) est concerné par la décision de la Cour européenne de justice relatif aux territoires d'outre-mer et droits reconnus aux citoyens de l'Union

- Arrêt de la Cour européenne de justice concernant le droit du Royaume-Uni à étendre le droit de vote et d'éligibilité pour les élections européennes aux résidents étrangers et citoyens du Commonwealth (en), y compris autres que Malte et Chypre (membres de l'Union européenne), notamment à Gibraltar : « en l’état actuel du droit communautaire, la détermination des titulaires du droit de vote et d’éligibilité aux élections au Parlement européen ressortit à la compétence de chaque État membre dans le respect du droit communautaire, et que les articles 189 CE, 190 CE, 17 CE et 19 CE ne s’opposent pas à ce que les États membres octroient ce droit de vote et d’éligibilité à des personnes déterminées ayant des liens étroits avec eux, autres que leurs propres ressortissants ou que les citoyens de l’Union résidant sur leur territoire. »[20]
- Arrêt de la Cour européenne de justice concernant la discrimination à Aruba, où seuls les électeurs originaires des Pays-Bas ont le droit de voter aux élections européennes, et pas les Néerlandais originaires d'Aruba : « Des personnes qui possèdent la nationalité d'un État membre et qui résident ou sont domiciliées dans un territoire faisant partie des pays et territoires d'outre-mer, visé à l'article 299, paragraphe 3, CE, peuvent invoquer les droits reconnus aux citoyens de l'Union dans la deuxième partie du traité CE. En l'état actuel du droit communautaire, si rien ne s'oppose à ce que les États membres définissent, dans le respect du droit communautaire, les conditions du droit de vote et d'éligibilité aux élections au Parlement européen par référence au critère de la résidence sur le territoire dans lequel sont organisées les élections, le principe d'égalité de traitement fait toutefois obstacle à ce que les critères choisis aient pour effet de traiter de manière différente des ressortissants se trouvant dans des situations comparables, sans que cette différence de traitement soit objectivement justifiée. »[21]

## Histoire
Les élections européenne ont permis le vote de 190 millions d'électeurs dans neuf pays en 1979 à 375 millions dans vingt-sept pays en 2009,.

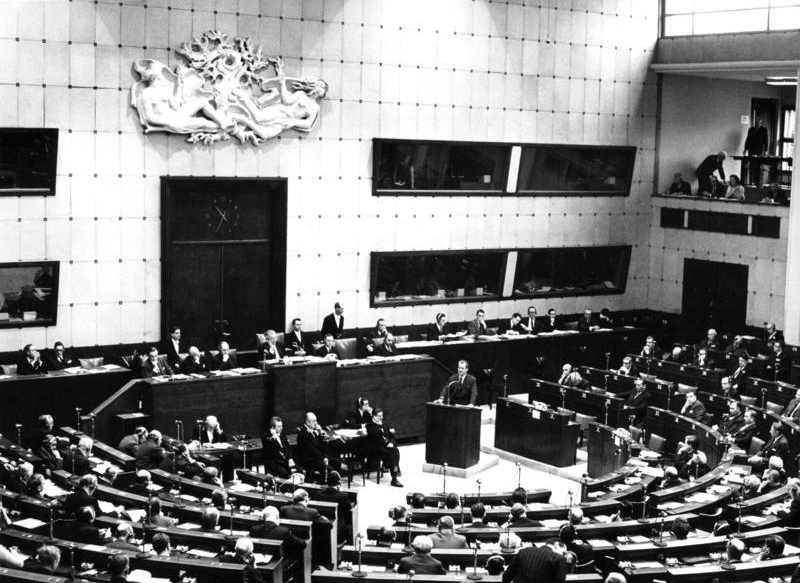
Une session de l'Assemblée parlementaire du Conseil de l'Europe en janvier 1967, à Strasbourg, dans la Maison de l'Europe, salle partagée avec le Parlement européen jusqu'en 1999. La Maison de l'Europe se trouvait à l'emplacement de l'actuel Palais de l'Europe.
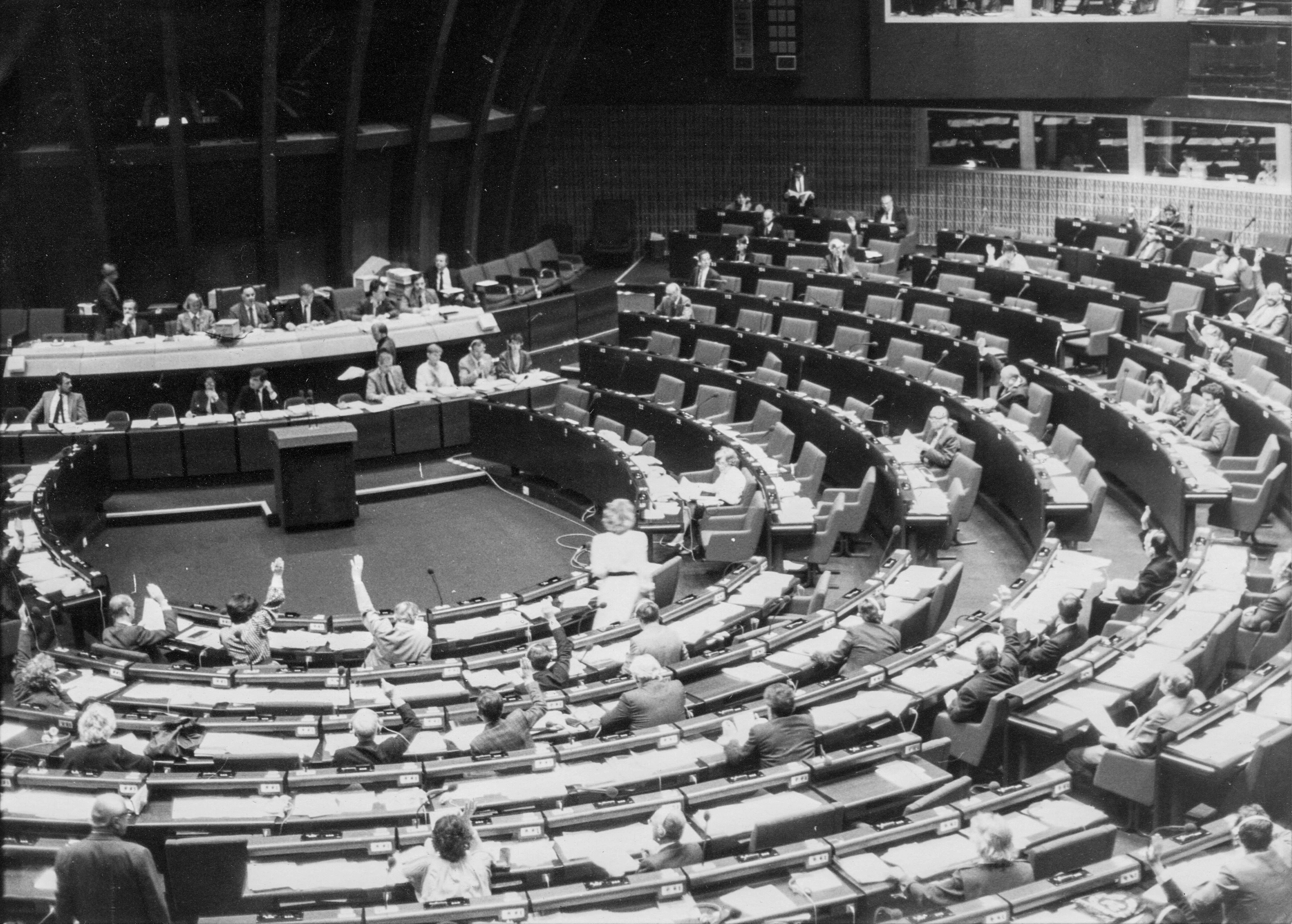
L'hémicycle à Strasbourg 1985.
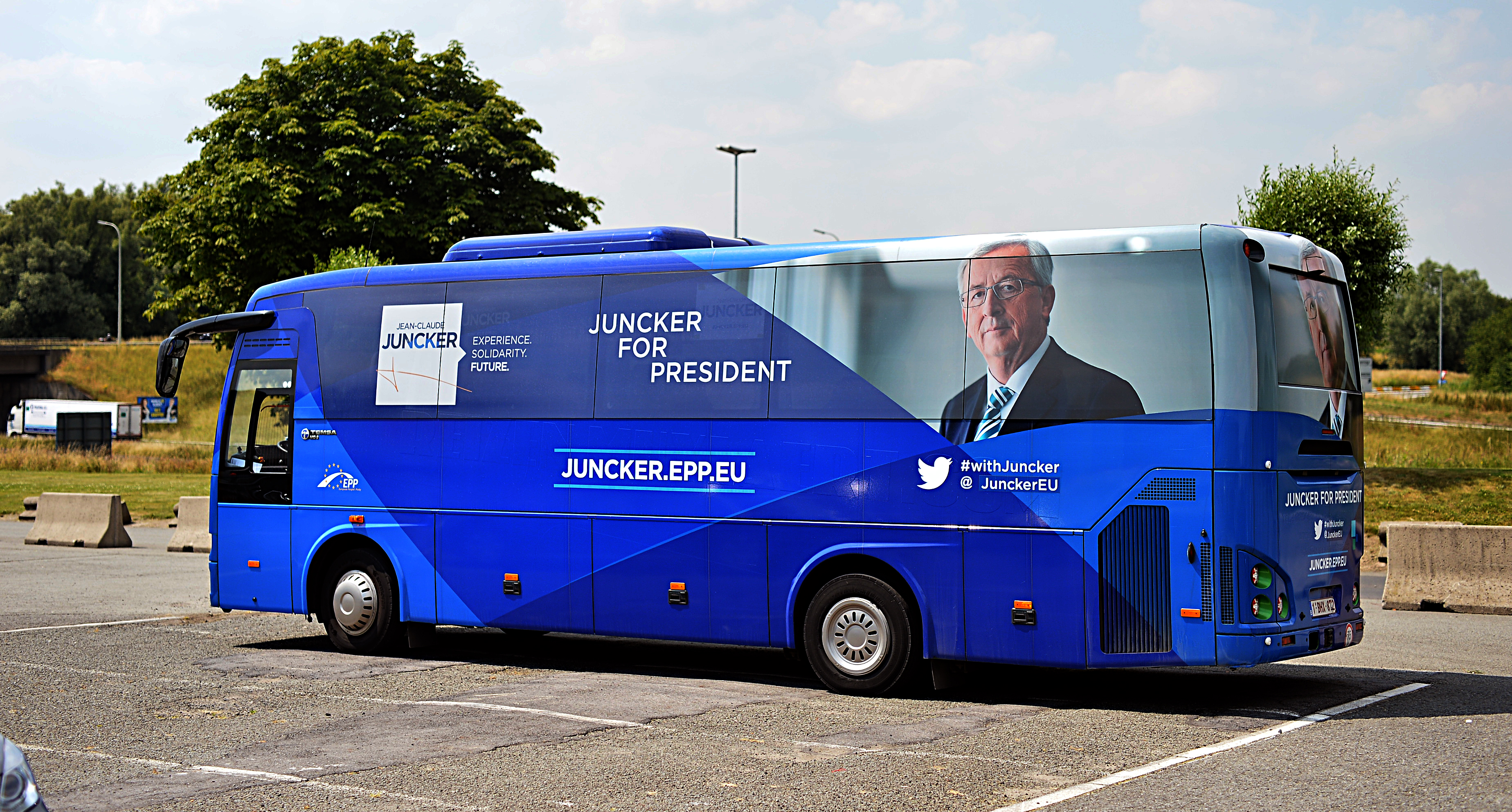
Bus de la campagne électorale de Jean-Claude Juncker, 2014

### Génèse
En 1976 est adopté un acte portant élection des représentants à l'Assemblée au suffrage universel direct.

« Article premier : Les représentants, à l'Assemblée, des peuples des États réunis dans la Communauté sont élus au suffrage universel direct.
(...)
Article 3 :
1. Les représentants sont élus pour une période de cinq ans.
2. Cette période quinquennale commence à l'ouverture de la première session tenue après chaque élection. Elle est étendue ou raccourcie en application des dispositions de l'article 10 paragraphe 2 deuxième alinéa.
3. Le mandat de chaque représentant commence et expire en même temps que la période visée au paragraphe 2. (...) »

— ACTE portant élection des représentants à l'Assemblée au suffrage universel direct, 1976

### Changements depuis 2004

Circonscriptions européennes en 2004

Circonscriptions électorales européennes en 2009 (sans tenir compte des frontières nationales).

La Bulgarie et la Roumanie qui ont adhéré au 1er janvier 2007 à l'Union européenne ont élu au suffrage universel direct au cours de l'année 2007 leurs représentants au sein du Parlement européen. Le mandat de ces derniers prend fin, comme celui des autres députés européens, après les élections européennes de juin 2009 organisées pour la première fois dans 27 États membres.

#### Nombre de sièges par pays (2004)
Lors des élections européennes de 2004, les États membres étaient assurés d'avoir un nombre de sièges fixe jusqu'à l'élection suivante. Avec l'admission de la Bulgarie et de la Roumanie, la répartition a été modifiée.
Compte tenu de l'impossibilité de voir le traité de Lisbonne ratifié à temps, les élections européennes de 2009 se sont faites sur la base des règles imparties par le traité de Nice. 736 députés européens ont ainsi été élus dans un premier temps (contre 785 dans l'assemblée sortante). Une fois le traité de Lisbonne ratifié, un nombre provisoire de 754 députés a été prévu, en attendant la mise en œuvre des dispositions définitives du traité (750 + le président). En attendant que cette ratification entre en vigueur, 18 députés « élus » (en juin 2009) mais sans droit de vote, avec le statut d'observateurs, ont été rétribués par le Parlement européen et ont siégé en tant que membres à part entière à partir de décembre 2011.
| Changements au niveau des effectifs des représentants par pays | Changements au niveau des effectifs des représentants par pays | Changements au niveau des effectifs des représentants par pays | Changements au niveau des effectifs des représentants par pays | Changements au niveau des effectifs des représentants par pays | Changements au niveau des effectifs des représentants par pays | Changements au niveau des effectifs des représentants par pays | Changements au niveau des effectifs des représentants par pays | Changements au niveau des effectifs des représentants par pays | Changements au niveau des effectifs des représentants par pays | Changements au niveau des effectifs des représentants par pays | Changements au niveau des effectifs des représentants par pays | Changements au niveau des effectifs des représentants par pays | Changements au niveau des effectifs des représentants par pays |
| --- | --- | --- | --- | --- | --- | --- | --- | --- | --- | -------------------------------------------------------------- | -------------------------------------------------------------- | -------------------------------------------------------------- | -------------------------------------------------------------- |
| État membre | 2007 | 2009 Nice | 2009 Lisbonne | | État membre | 2007 | 2009 Nice | 2009 Lisbonne | | État membre                                                    | 2007                                                           | 2009 Nice                                                      | 2009 Lisbonne                                                  |
| Allemagne | 99 | 99 | 96 | Tchéquie | 24 | 22 | 22 | Slovaquie | 14 | 13                                                             | 13                                                             |                                                                |                                                                |
| France | 78 | 72 | 74 | Grèce | 24 | 22 | 22 | Irlande | 13 | 12                                                             | 12                                                             |                                                                |                                                                |
| Italie | 78 | 72 | 73 | Hongrie | 24 | 22 | 22 | Lituanie | 13 | 12                                                             | 12                                                             |                                                                |                                                                |
| Royaume-Unia | 78 | 72 | 73 | Portugal | 24 | 22 | 22 | Lettonie | 9 | 8                                                              | 9                                                              |                                                                |                                                                |
| Espagne | 54 | 50 | 54 | Suède | 19 | 18 | 20 | Slovénie | 7 | 7                                                              | 8                                                              |                                                                |                                                                |
| Pologne | 54 | 50 | 51 | Autriche | 18 | 17 | 19 | Chypre | 6 | 6                                                              | 6                                                              |                                                                |                                                                |
| Roumanie | 35 | 33 | 33 | Bulgarie | 18 | 17 | 18 | Estonie | 6 | 6                                                              | 6                                                              |                                                                |                                                                |
| Pays-Bas | 27 | 25 | 26 | Finlande | 14 | 13 | 13 | Luxembourg | 6 | 6                                                              | 6                                                              |                                                                |                                                                |
| Belgique | 24 | 22 | 22 | Danemark | 14 | 13 | 13 | Malte | 5 | 5                                                              | 6                                                              |                                                                |                                                                |
| a Y compris Gibraltar, mais pas les BOT, SBA ou dépendances de la Couronne b Le Président du Parlement n'est pas officiellement compté, ce qui ramène le nombre total à 750 En italique : pays utilisant un découpage électoral en circonscriptions. | a Y compris Gibraltar, mais pas les BOT, SBA ou dépendances de la Couronne b Le Président du Parlement n'est pas officiellement compté, ce qui ramène le nombre total à 750 En italique : pays utilisant un découpage électoral en circonscriptions. | a Y compris Gibraltar, mais pas les BOT, SBA ou dépendances de la Couronne b Le Président du Parlement n'est pas officiellement compté, ce qui ramène le nombre total à 750 En italique : pays utilisant un découpage électoral en circonscriptions. | a Y compris Gibraltar, mais pas les BOT, SBA ou dépendances de la Couronne b Le Président du Parlement n'est pas officiellement compté, ce qui ramène le nombre total à 750 En italique : pays utilisant un découpage électoral en circonscriptions. | a Y compris Gibraltar, mais pas les BOT, SBA ou dépendances de la Couronne b Le Président du Parlement n'est pas officiellement compté, ce qui ramène le nombre total à 750 En italique : pays utilisant un découpage électoral en circonscriptions. | a Y compris Gibraltar, mais pas les BOT, SBA ou dépendances de la Couronne b Le Président du Parlement n'est pas officiellement compté, ce qui ramène le nombre total à 750 En italique : pays utilisant un découpage électoral en circonscriptions. | a Y compris Gibraltar, mais pas les BOT, SBA ou dépendances de la Couronne b Le Président du Parlement n'est pas officiellement compté, ce qui ramène le nombre total à 750 En italique : pays utilisant un découpage électoral en circonscriptions. | a Y compris Gibraltar, mais pas les BOT, SBA ou dépendances de la Couronne b Le Président du Parlement n'est pas officiellement compté, ce qui ramène le nombre total à 750 En italique : pays utilisant un découpage électoral en circonscriptions. | a Y compris Gibraltar, mais pas les BOT, SBA ou dépendances de la Couronne b Le Président du Parlement n'est pas officiellement compté, ce qui ramène le nombre total à 750 En italique : pays utilisant un découpage électoral en circonscriptions. | a Y compris Gibraltar, mais pas les BOT, SBA ou dépendances de la Couronne b Le Président du Parlement n'est pas officiellement compté, ce qui ramène le nombre total à 750 En italique : pays utilisant un découpage électoral en circonscriptions. | Total :                                                        | 785                                                            | 736                                                            | 751b                                                           |

### Projet de réforme avorté en 2011
En 2011, le député européen Andrew Duff a proposé de remanier en profondeur le système électoral. Certains députés européens (25 originellement, rapport Duff numéro 1) seraient élus sur la base de listes transnationales établies par les partis politiques européens, et non par les partis nationaux.
Cette réforme est perçue comme un moyen de donner une dimension réellement européenne aux élections du Parlement européen, galvaniser ces dernières et donner plus de poids aux partis politiques européens. En parallèle, Andrew Duff propose la création d’un registre électoral unique, une réattribution des sièges régulière afin de tenir compte de l'évolution démographique à l’intérieur de l’Union européenne, et une rationalisation du moment de l'élection. Cependant, du fait d’un manque de soutien au sein du Parlement européen et de l’hostilité des États membres, l’eurodéputé Duff a retiré son projet afin de le retravailler au sein de la Commission des affaires constitutionnelles. Les modifications proposées par cette même commission furent adoptées en janvier 2012, mais le projet n'est jamais revenu par la suite en session plénière.

### Réforme de 2018 pour les élections de 2019

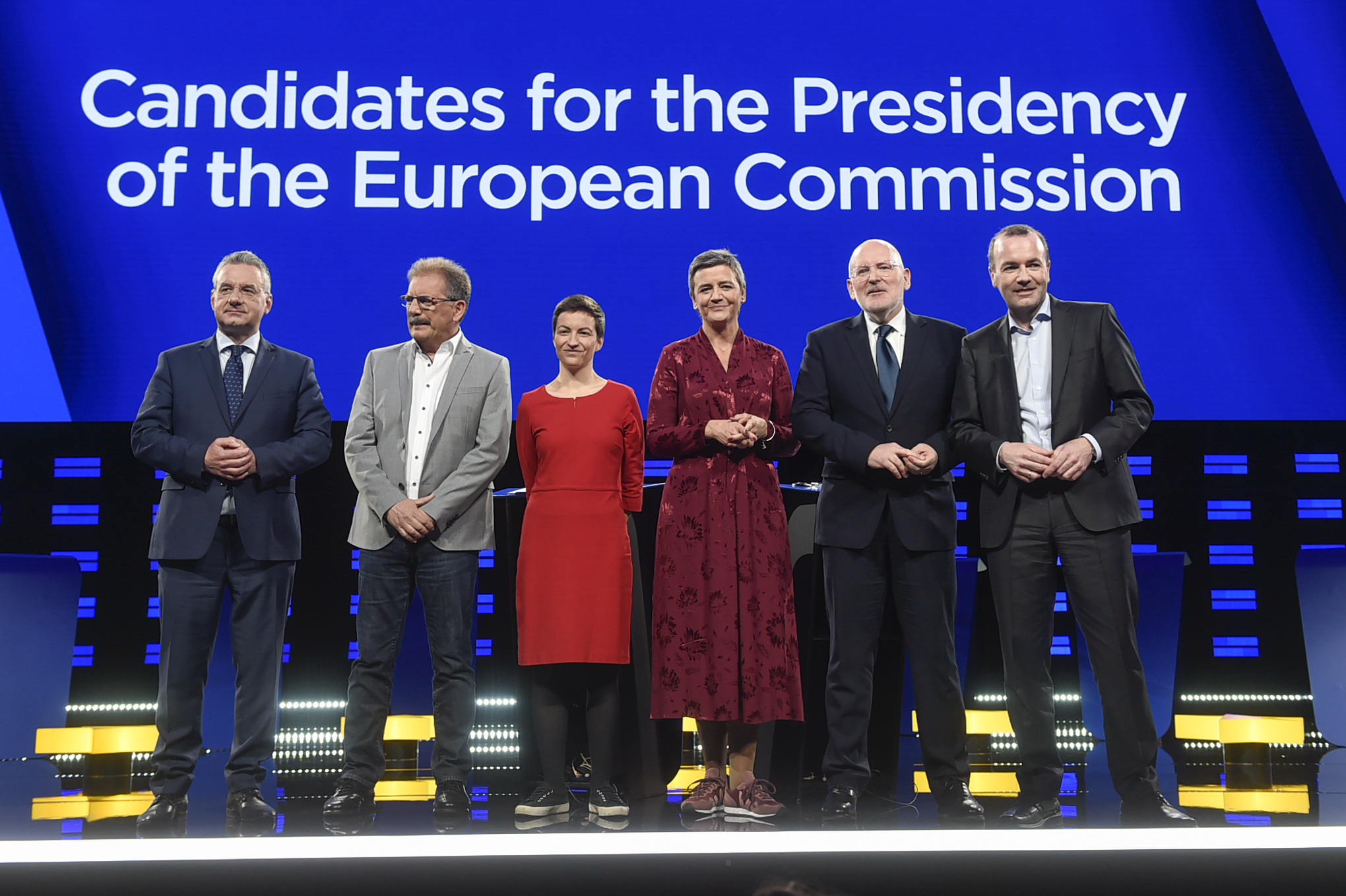
Candidats présents lors du débat de 2019 (de gauche à droite) : Zahradil, Cué, Keller, Vestager, Timmermans, Weber.

Le Conseil de l'UE s'est accordé le  20 mars 2018 pour proposer au Parlement que les prochaines élections européennes se tiennent du 23 au 26 mai 2019. Comme les Français sont habituellement appelés aux urnes le dimanche, c'est donc le 26 mai 2019 que le scrutin a eu lieu en France,. Les élections de mai 2019 ont donné naissance à un Parlement recomposé, après le départ des 73 eurodéputés britanniques, qui a réduit le nombre total de sièges de 751 à 705. Une partie des sièges libérés a été répartie entre les Etats membres qui étaient jusqu'à présent sous-représentés.

« Article premier
1. Dans chaque État membre, les membres du Parlement européen sont élus représentants des citoyens de l'Union au scrutin, de liste ou de vote unique transférable, de type proportionnel.
2. Les États membres peuvent autoriser le scrutin de liste préférentiel selon des modalités qu'ils arrêtent.
3. L'élection se déroule au suffrage universel direct, libre, et secret.

Article 3
1. Les États membres peuvent prévoir la fixation d'un seuil minimal pour l'attribution de sièges. Au niveau national, ce seuil ne peut être supérieur à 5 % des suffrages valablement exprimés.
2. Les États membres ayant recours à un scrutin de liste prévoient la fixation d'un seuil minimal pour l'attribution de sièges dans les circonscriptions qui comptent plus de 35 sièges. Ce seuil n'est ni inférieur à 2 % ni supérieur à 5 % des suffrages valablement exprimés dans la circonscription concernée, y compris un État membre constituant une circonscription unique. »

— Décision (UE, Euratom) 2018/994 du Conseil du 13 juillet 2018 modifiant l'acte portant élection des membres du Parlement européen au suffrage universel direct (...)
En février 2018, le Parlement européen réuni en session plénière à Strasbourg a pris position sur le nombre de sièges à pourvoir compte-tenu du départ des eurodéputés britanniques, a rejeté l'idée de listes transnationales avancées par la France et a réitéré son soutien au processus dit des « Spitzenkandidaten » pour le choix du président de la Commission européenne.
En réunion informelle du Conseil européen le 23 février 2018, les chefs d'État ou de gouvernement ont soutenu la nouvelle composition du Parlement européen à 705 sièges, mais ne se sont pas montrés favorables pour la majorité d'entre eux au système des « Spitzenkandidaten ». Cette question reste donc à trancher, dans la mesure où le TUE ne fixe pas dans le détail l'élection du président de la Commission.

### Proposition de réforme électorale de 2022
Le Parlement européen a voté en mai 2022 une proposition d'initiative législative pour réformer les élections européennes. Cette réforme prévoit que les électeurs votent pour les candidats nationaux, et d'élire 28 députés supplémentaires sur des listes pan-européennes, dont les têtes de liste seraient candidats pour la présidence de la Commission européenne. En Allemagne, il faudrait qu'une liste ait reçu plus de 3,5 % des votes pour qu'ils soient comptabilisés. La réforme prévoit aussi d'harmoniser les règles des scrutins, d'autoriser les votes par correspondance, le droit de vote dès 16 ans, d'instaurer la parité et le jour de vote unique pour toute l'Europe serait le 9 mai, lors de la Journée de l'Europe,.

## Cadre juridique
Différents textes européens et nationaux régissent le fonctionnement des élections européennes.
A l'échelle européenne, ces textes sont en particulier:
- Article 14 du traité sur l’Union européenne (traité UE) ;
- articles 20, 22 et 223 du traité sur le fonctionnement de l’Union européenne (traité FUE),
- article 39 de la charte des droits fondamentaux de l’Union européenne,
- Acte du 20 septembre 1976 portant élection des représentants à l’Assemblée au suffrage universel direct,
  - modifié par la décision (UE, Euratom) 2018/994 du Conseil du 13 juillet 2018. En avril 2024, il s'agit de la dernière modification du texte[9].

## Élections de second ordre
Dès 1980 certains auteurs — en particulier Karlheinz Reif et Hermann Schmitt — détectent les caractères d'une élection perçue comme étant de second ordre. Une explication de cette perception serait due à la position inhabituelle, entre européanisation et nationalisation des élections.
En 2009, ce questionnement transparait dans trois ouvrages collectifs:
- The 2009 Elections to the European Parliament, dirigé par Juliet Lodge (paru en 2010 chez Palgrave), et
- Political Communication in European Parliamentary Elections, codirigé par Michael Maier, Jesper Strömbäck et Lynda Lee Kaid (2011, Ashgate),
- Debating Europe. The 2009 European Parliament Elections and Beyond, sous la direction de Robert Harmsen et de Joachim Schild (2011, Nomos Verlag),

Certains de ces ouvrages interrogent les modes de communication politique et la saillance de l’Union européenne, c'est-à-dire l'émergence des sujets européens.
Il est également possible de dire que les enjeux européens sont appréhendés à au travers d'un prisme national.

### Nationalisation
La nationalisation des élections est en partie due à la diversité existant en Europe. Chaque État membre a ses propres spécificités qui créent des dynamiques nationales.
Pour Stéphane Robert, les élections européennes sont soumises à une nationalisation qui consiste à introduire des questionnements nationaux dans le débat européen. Cette résonance nationale se traduit par des éléments de langage nationaux, tels que "le camp présidentiel" ou "la dissolution de l’Assemblée nationale" qui ne sont pas des élèments constitutifs ni de l'Union européenne ni du parlement européen. Cette nationalisation a pour conséquence d'éluder les enjeux européens et de défier le gouvernement national dont les membres ne participe généralement pas aux élections des députés.

### Européanisation
« la discrétion des enjeux européens débattus dans les campagnes nationales a été soulignée. (...) ces questions ont accrédité l’accusation d’un déficit de légitimité démocratique du système politique européen dont l’étrangeté et l’inachèvement constitueraient des obstacles insurmontables à l’attachement des citoyens à son égard. »

— L'européanisation des élections européennes ? Ce que nous apprennent les élections de juin 2009, Élisabeth Dupoirier, Dans Revue internationale de politique comparée 2009/4 (Vol. 16), pages 531 à 544
Avant 1979, à une époque où les délégués européens étaient encore désignés par les parlements locaux, l'ambition d’européanisation du scrutin apparaît dès le traité de Rome qui demandait à l'assemblée d’élaborer « des projets en vue de permettre l’élection au suffrage universel direct selon une procédure uniforme dans tous les États membres »,. En pratique cela s'est notamment traduit par des élections proportionnelles avec des spécificités nationales.
La montée en pouvoir du Parlement européen, s'accompagne d'une faible communication sur les enjeux et d'un déclin de la participation aux élections.
Les citoyens sont pourtant perçu par les enquêtes de l'eurobaromètre comme mieux informé des directives européennes et de leurs transpositions en droit interne, et comme demandeurs d’un approfondissement des politiques européennes notamment sur l’environnement.
En 2009, certains pays comme le Portugal, l'Espagne, l'Autriche et la Finlande européanisent les élections européennes,,.

### Perception par les algorithmes génératifs
Certains algorithmes génératifs génèrent des informations fausses ou des contenus faux sur les élections européennes, dans le but d'être utile plutôt qu'exact, par exemple, :
- certains robots considèrent que les élections européennes relèveraient d'un choix personnel alors qu'il est obligatoire d'y participer dans certains pays;
- ils peuvent donner de fausses date des élections
- les réponses données varient également en fonction de la langue et en fonction du nombre de demandes.

## Influence des députés des États membres
D'après l'institut Delors, l'influence au Parlement européen des députés des Etats membres dépendrait de la faculté des eurodéputés à s'inscrire dans des groupes parlementaires suffisamment importants pour peser dans des coalitions majoritaires.

## Crainte d'influence étrangère
Dans l'union européenne est considéré comme influence étrangère une influence en provenance des pays tiers aux États membres.
En 2019, Steve Bannon a dit vouloir influencer les élections européennes pour promouvoir des idées conservatrices populistes et/ou nationalistes,,,,.
Certains députés craignent que des pays étrangers asiatiques cherche à influencer des députées européens, par exemple au moyen de financements.
Un ministre français suppose que les élections de 2024 pourrait être perturbée par une forte abstention ou par des ingérences étrangères.
A l'approche des élections de 2024, les parlementaires européens s'inquiètent de l'ingérence sur les plateformes en ligne, et de l’ingérence au cours des processus électoraux ainsi que du financement dissimulé d’activités politiques par des étrangers.

« Le Parlement condamne le dangereux phénomène de "désinformation à la carte", dans le cadre duquel des fournisseurs proposent des services de désinformation à des acteurs gouvernementaux et non gouvernementaux, sur le dark web par exemple, pour attaquer les processus électoraux »

Pour cette raison, les députés souhaitent une traçabilité des dons aux partis politiques, notamment pour les dons en provenance de pays tiers.
Cette crainte se justifie par le fait que les élections européennes sont vulnérables aux acteurs étrangers.
Cette préoccupation est également relayée dans La Tribune.
En février 2024, des députés européens se sont positionnés sur les nouvelles alléguant une volonté de la Russie d'embaucher des députés européens en tant qu'agents d'influence.
La France considère que la "révolution numérique"(sic) et le cyberespace sont la cible des politiques d'influence et d'espionnage des Etats, ce qui constitue des « menaces hybrides ». Selon certaines sources, la Russie serait hostile à l'Union européenne et aux partis qui ne seraient pas eux-mêmes complaisants envers la Russie.
Le 9 mars 2024, les huit partis européens (Parti de la gauche européenne (PGE), Parti socialiste européen (PSE), Parti populaire européen (PPE) de centre droit, Alliance des libéraux et démocrates d’Europe (ADLE), Conservateurs et réformistes (CRE), Parti vert européen (PVE) et parti d’extrême droite Identité et démocratie (ID)) s'engagent contre l’ingérence étrangère et la désinformation au niveau européen. Les partis politiques européens auront également la possibilité de conseiller à leurs partis politiques nationaux de signer le code de conduite.

## Résultats des différentes élections
1. Élections européennes de 1979
  - Élections européennes intermédiaires en Grèce de 1981
2. Élections européennes de 1984
  - Élections européennes intermédiaires en Espagne de 1987
  - Élections européennes intermédiaires au Portugal de 1987
3. Élections européennes de 1989
4. Élections européennes de 1994
  - Élections européennes intermédiaires en Suède de 1995
  - Élections européennes intermédiaires en Autriche de 1996
  - Élections européennes intermédiaires en Finlande de 1996
5. Élections européennes de 1999
6. Élections européennes de 2004
  - Élections européennes intermédiaires en Bulgarie de 2007
  - Élections européennes intermédiaires en Roumanie de 2007
7. Élections européennes de 2009
  - Élections européennes intermédiaires en Croatie de 2013
8. Élections européennes de 2014
9. Élections européennes de 2019
10. Élections européennes de 2024

### Taux de participation
| Taux de participation par pays pour 100 électeurs inscrits | Taux de participation par pays pour 100 électeurs inscrits | Taux de participation par pays pour 100 électeurs inscrits | Taux de participation par pays pour 100 électeurs inscrits | Taux de participation par pays pour 100 électeurs inscrits                                                    | Taux de participation par pays pour 100 électeurs inscrits                                                    | Taux de participation par pays pour 100 électeurs inscrits                                                    | Taux de participation par pays pour 100 électeurs inscrits                                                    | Taux de participation par pays pour 100 électeurs inscrits                                                    | Taux de participation par pays pour 100 électeurs inscrits                                                    | Taux de participation par pays pour 100 électeurs inscrits                                                    | Taux de participation par pays pour 100 électeurs inscrits                                                    | Taux de participation par pays pour 100 électeurs inscrits                                                    | Taux de participation par pays pour 100 électeurs inscrits                                                    | Taux de participation par pays pour 100 électeurs inscrits                                                    | Taux de participation par pays pour 100 électeurs inscrits                                                    | Taux de participation par pays pour 100 électeurs inscrits                                                    | Taux de participation par pays pour 100 électeurs inscrits                                                    | Taux de participation par pays pour 100 électeurs inscrits                                                    | Taux de participation par pays pour 100 électeurs inscrits                                                    | Taux de participation par pays pour 100 électeurs inscrits                                                    | Taux de participation par pays pour 100 électeurs inscrits                                                    | Taux de participation par pays pour 100 électeurs inscrits                                                    | Taux de participation par pays pour 100 électeurs inscrits                                                    | Taux de participation par pays pour 100 électeurs inscrits | Taux de participation par pays pour 100 électeurs inscrits | Taux de participation par pays pour 100 électeurs inscrits | Taux de participation par pays pour 100 électeurs inscrits | Taux de participation par pays pour 100 électeurs inscrits | Total |
| Année                                                      | DE                                                         | AT                                                         | BE                                                         | BG | HR | CY | DK | ES | EE | FI | FR | EL | HU | IE | IT | LV | LT | LU | MT | NL | PL | PT | RO | UK                                                         | SK                                                         | SI                                                         | SE                                                         | CZ                                                         | Total |
| ---------------------------------------------------------- | ---------------------------------------------------------- | ---------------------------------------------------------- | ---------------------------------------------------------- | --- | --- | --- | --- | --- | --- | --- | --- | --- | --- | --- | --- | --- | --- | --- | --- | --- | --- | --- | --- | ---------------------------------------------------------- | ---------------------------------------------------------- | ---------------------------------------------------------- | ---------------------------------------------------------- | ---------------------------------------------------------- | ----- |
| 2024                                                       | 64,78                                                      | 56,30                                                      | 89,82                                                      | Cette section est vide, insuffisamment détaillée ou incomplète. Votre aide est la bienvenue ! Comment faire ? | Cette section est vide, insuffisamment détaillée ou incomplète. Votre aide est la bienvenue ! Comment faire ? | Cette section est vide, insuffisamment détaillée ou incomplète. Votre aide est la bienvenue ! Comment faire ? | Cette section est vide, insuffisamment détaillée ou incomplète. Votre aide est la bienvenue ! Comment faire ? | Cette section est vide, insuffisamment détaillée ou incomplète. Votre aide est la bienvenue ! Comment faire ? | Cette section est vide, insuffisamment détaillée ou incomplète. Votre aide est la bienvenue ! Comment faire ? | Cette section est vide, insuffisamment détaillée ou incomplète. Votre aide est la bienvenue ! Comment faire ? | Cette section est vide, insuffisamment détaillée ou incomplète. Votre aide est la bienvenue ! Comment faire ? | Cette section est vide, insuffisamment détaillée ou incomplète. Votre aide est la bienvenue ! Comment faire ? | Cette section est vide, insuffisamment détaillée ou incomplète. Votre aide est la bienvenue ! Comment faire ? | Cette section est vide, insuffisamment détaillée ou incomplète. Votre aide est la bienvenue ! Comment faire ? | Cette section est vide, insuffisamment détaillée ou incomplète. Votre aide est la bienvenue ! Comment faire ? | Cette section est vide, insuffisamment détaillée ou incomplète. Votre aide est la bienvenue ! Comment faire ? | Cette section est vide, insuffisamment détaillée ou incomplète. Votre aide est la bienvenue ! Comment faire ? | Cette section est vide, insuffisamment détaillée ou incomplète. Votre aide est la bienvenue ! Comment faire ? | Cette section est vide, insuffisamment détaillée ou incomplète. Votre aide est la bienvenue ! Comment faire ? | Cette section est vide, insuffisamment détaillée ou incomplète. Votre aide est la bienvenue ! Comment faire ? | Cette section est vide, insuffisamment détaillée ou incomplète. Votre aide est la bienvenue ! Comment faire ? | Cette section est vide, insuffisamment détaillée ou incomplète. Votre aide est la bienvenue ! Comment faire ? | Cette section est vide, insuffisamment détaillée ou incomplète. Votre aide est la bienvenue ! Comment faire ? | Brexit                                                     | ...                                                        | ...                                                        | ...                                                        | ...                                                        |       |
| 2019                                                       | 61,4                                                       | 59,8                                                       | 88,5                                                       | 32,6 | 29,9 | 45,0 | 66,0 | 64,3 | 37,6 | 40,7 | 50,1 | 58,8 | 43,4 | 49,7 | 54,5 | 33,5 | 53,5 | 84,2 | 72,7 | 41,9 | 45,7 | 30,7 | 51,1 | 36,9                                                       | 22,7                                                       | 28,9                                                       | 55,3                                                       | 28,7                                                       | 50,6  |
| 2014                                                       | 47,9                                                       | 45,7                                                       | 90,0                                                       | 35,5 | 25,0 | 44,0 | 56,4 | 45,9 | 36,4 | 40,9 | 43,9 | 58,2 | 28,9 | 51,6 | 60,0 | 30,0 | 44,9 | 90 | 74,8 | 37,0 | 22,7 | 34,5 | 32,2 | 36,0                                                       | 13,0                                                       | 21                                                         | 48,8                                                       | 19,5                                                       | 43    |
| 2009                                                       | 43,3                                                       | 46,0                                                       | 90,4                                                       | 37,5 | 20,8(2013) | 59,4 | 59,5 | 46 | 43,9 | 40,3 | 40,5 | 52,6 | 36,3 | 57,6 | 66,5 | 52,6 | 20,9 | 91 | 78,8 | 36,5 | 24,5 | 37 | 27,4 | 34,3                                                       | 19,6                                                       | 28,2                                                       | 43,8                                                       | 28,2                                                       | 42,9  |
| 2004                                                       | 43                                                         | 42,4                                                       | 90,8                                                       | 27,7(2007) | | 72,5 | 47,9 | 45,1 | 26,8 | 39,4 | 42,8 | 63,2 | 38,5 | 58,6 | 71,7 | 41,3 | 48,4 | 91,4 | 82,4 | 39,3 | 20,9 | 38,6 | 29,5(2007) | 38,5                                                       | 17                                                         | 28,4                                                       | 37,8                                                       | 28,3                                                       | 45,5  |
| 1999                                                       | 45,2                                                       | 49,4                                                       | 91                                                         | | | | 50,5 | 63 | | 30,4 | 46,8 | 70,2 | | 50,2 | 69,8 | | | 87,3 | | 30 | | 39,9 | | 24                                                         |                                                            |                                                            | 38,8                                                       |                                                            | 49,5  |
| 1994                                                       | 60                                                         | 60,3(1996)                                                 | 90,7                                                       | | | | 52,9 | 59,1 | | | 52,7 | 73,2 | | 44 | 73,6 | | | 88,6 | | 35,7 | | 35,5 | | 36,4                                                       |                                                            |                                                            | 41,6(1995)                                                 |                                                            | 56,7  |
| 1989                                                       | 62,3                                                       |                                                            | 90,7                                                       | | | | 46,2 | 54,7 | | | 48,8 | 80 | | 68,3 | 81,1 | | | 87,4 | | 47,5 | | 51,1 | | 36,4                                                       |                                                            |                                                            |                                                            |                                                            | 58,5  |
| 1984                                                       | 56,8                                                       |                                                            | 92,1                                                       | | | | 52,4 | 68,5(1987) | | | 56,7 | 80,6 | | 47,6 | 82,5 | | | 88,8 | | 50,9 | | 72,4(1987) | | 32,6                                                       |                                                            |                                                            |                                                            |                                                            | 59,0  |
| 1979                                                       | 65,7                                                       |                                                            | 91,4                                                       | | | | 47,8 | | | | 60,7 | 78,5(1981) | | 63,6 | 85,6 | | | 88,9 | | 58,1 | | | | 32,4                                                       |                                                            |                                                            |                                                            |                                                            | 62,0  |
| Source : Parlement européen                                |                                                            |                                                            |                                                            | | | | | | | | | | | | | | | | | | | | |                                                            |                                                            |                                                            |                                                            |                                                            |       |

Nota bene: Certains pays ont eu des taux plus élevés que d'autre: Il faut prendre en compte trois pays où le vote est obligatoire. Au Luxembourg, ne pas voter entraîne une lourde amende, tout comme en Belgique (quoique dans les faits les amendes soient devenues très rares, hormis pour les responsables de bureau de vote qui ne se présentent pas). En Grèce, jusqu'en 2001, les administrations publiques requéraient des preuves de vote[Quoi ?], tout comme en Italie, jusqu'en 1993.
De plus, de nombreux pays organisent le même jour d'autres élections, comme, la Belgique, avec ses élections régionales et communautaires depuis 1999.